# Ґортатово (Куявсько-Поморське воєводство)
Ґортатово (пол. Gortatowo, нім. Gottartowo, 1939-45: Gottersdorf) — село в Польщі, у гміні Бродниця Бродницького повіту Куявсько-Поморського воєводства.
Населення — 229 осіб (2011).
У 1975-1998 роках село належало до Торунського воєводства.

## Демографія
Демографічна структура станом на 31 березня 2011 року:
|          | Загалом | Допрацездатний вік | Працездатний вік | Постпрацездатний вік |
| -------- | ------- | ------------------ | ---------------- | -------------------- |
| Чоловіки | 109     | 33                 | 72               | 4                    |
| Жінки    | 120     | 37                 | 66               | 17                   |
| Разом    | 229     | 70                 | 138              | 21                   |